# Бурдов, Денис Максимович
Денис Максимович Бурдов (17 августа 1897 — 28 октября 1970) — советский военачальник, участник 1-й Мировой войны, Гражданской войны, Польского похода Красной армии (1939), Великой Отечественной войны, генерал-майор танковых войск (1943).

## Биография
Денис Бурдов родился 17 августа 1897 года в деревне Ильино Ильинской волости Велижского уезда Витебской губернии (ныне Усвятский район Псковской области) в крестьянской семье. Русский. Из многодетной крестьянской семьи, в которой было тринадцать детей. Мать умерла в 1903 году.
Окончил сельскую школу в Ильино (1912).
Член ВКП(б) с 1925 года.
Окончил Курсы командиров (1922),  Киевскую объединённую школу командиров РККА имени С. С. Каменева (1927), Ленинградские БТ КУКС (1932, 1938), КУВНАС при ВАММ (1941).

## Служба в Русской императорской армии
Рядовой 773-го пехотного полка 194-й пехотной дивизии Юго-Западного фронта.

### Служба в армии
В РККА добровольно с 5 октября 1918 года.
С октября 1918 года — начальник пулемета 3-го стрелкового батальона 9-й армии Южного фронта. С апреля 1921 года — командир взвода 489-го стрелкового полка 45-й стрелковой дивизии (Киевский ВО).
С ноября 1921 года — командир взвода 403-го стрелкового полка 45-й стрелковой дивизии.
С мая 1922 года — помощник командира пулеметной роты 135-го стрелкового полка 45-й стрелковой дивизии.
С декабря 1922 года — командир взвода 403-го стрелкового полка 45-й стрелковой дивизии.
С января 1923 года — служил на окружных вещевых складах Украинского ВО.
С октября 1923 года — командир взвода 135-го стрелкового полка 45-й стрелковой дивизии.
С августа 1925 года по август 1927 года слушатель объединённой Киевской военной школы.
С августа 1927 года — помощник командира роты 12-го стрелкового полка 4-й стрелковой дивизии.
С сентября 1929 года — командир роты, с апреля 1931 года — начальник штаба батальона 24-го стрелкового полка 8-й стрелковой дивизии.
С октября 1931 года — помощник начальника штаба отдельного химического батальона (Белорусский ВО).
С мая по август 1932 года — слушатель Ленинградских бронетанковых курсов усовершенствования комсостава.
С августа 1932 года — вновь помощник начальника штаба отдельного химического батальона (Белорусский ВО).
С февраля 1933 года — помощник начальника штаба, с августа 1937 года — начальник штаба 4-го механизированного полка 4-й кавалерийской дивизии.
С декабря 1937 г. по октябрь 1938 г. — вновь слушатель Ленинградских бронетанковых курсов усовершенствования комсостава.
С октября 1938 года — и.д. командира 28-го танкового полка 4-й кавалерийской дивизии. 25.03.1941 года назначен командиром 129-го танкового полка 209-й моторизованной дивизии.

### В Великую Отечественную войну
Начало Великой Отечественной войны встретил в прежней должности.
В первые дни войны части дивизии, понеся огромные потери и попав в окружение, небольшими группами пробиваются к своим. Контужен 20 июля 1941 года.
С 25 ноября 1941 года — и.д. командира 26-й танковой бригады.
31.03.1942 года утвержден в занимаемой должности. Бригада прибыла в состав Западного фронта на Малоярославецко-Подольское направление, на котором противник рвался выйти на Варшавское шоссе, чтобы через Кресты двинуться к Подольску и далее — к Москве.
Бригада вступает в бой 18 декабря 1941 года. Ведёт всю зиму 1941/42 гг. тяжёлые бои на Малоярославецком направлении, её части во взаимодействии с частями 93-й и 53-й стрелковых дивизий отбивают у врага населенные пункты: Романово, Окатово, Воробьи, Белоусово, Доброе, Оболенск, Коллонтай, Спас-Загорье, Малоярославец и ряд других.
За умелое руководство бригадой Денис Максимович был удостоен ордена Красного Знамени.
С 1 сентября 1942 года — командир 235-й огнемётной танковой бригады.
7 февраля 1943 года бригада была преобразована в 31-ю гвардейскую огнемётную танковую бригаду, а её командир представлен к ордену Ленина. Из наградного листа:

Тов. БУРДОВ — командир 235 огнеметной танковой бригады — показал себя в боях с лучшей стороны, хороший организатор, в своей боевой работе правильно сочетал все приданные средства усиления, хорошо организовал взаимодействие, лично руководил боем и своим примером показывал образцы храбрости и мужества.
Бригада за время боев с 12.12.1942 по 22.12.1942 по захвату ВЕРХ.КУМСКИЙ и удержанию его за все время боевых действий нанесла урон противнику:

— подбила и сожгла тяжелых и средних танков противника 105, орудий разного калибра — 60, бронемашин и транспортеров — 10, тягачей — 4, пулеметных точек — 42, автомашин — 17, уничтожила живой силы — 2370 солдат и офицеров, захватила в плен 400 человек;

— взяла трофеи: повозок с лошадьми — 70, автомашин — 8, мотоциклов — 6, дальнобойных орудий — 6, склады с боеприпасами и много вооружений;

— разгромила штаб дивизионной группы, взяла дивизионные, армейские дивизионные и фронтовые коды.
Достоин правительственной награды — ОРДЕН ЛЕНИНА.
Командир 3 ГВ МК
Гвардии генерал-майор танковых войск — ВОЛЬСКИЙ.
— .
С октября 1943 года по февраль 1944 года находился в госпитале.
21.02.1944 года — назначен начальником 1-го Горьковского танкового училища.
С 7 июля 1945 года — заместитель командира 29-й танковой дивизии.
Приказом МВС СССР № 0591 от 17.08.1946 года уволен в отставку по ст. 43 (по болезни). Жил в Москве.
Умер 28 октября 1970 года в городе Ефремов Тульской области.

## Награды
- Орден Ленина два: (08.02.1943)[7][8], (21.02.1945)[9];
- Орден Красного Знамени, два: (12.04.1942)[10], (03.11.1944)[11][12];
- Медаль XX лет РККА, (1938)[3];
- Медаль «За оборону Сталинграда» (22.12.1942)[13];
- Медаль «В ознаменование 100-летия со дня рождения Владимира Ильича Ленина» (6 апреля 1970);
- Медаль «За победу над Германией в Великой Отечественной войне 1941-1945 гг.» , 9 мая

1945 года;
- Юбилейная медаль «Двадцать лет Победы в Великой Отечественной войне 1941—1945 гг.» (7 мая 1965[15]);
- Юбилейная медаль «30 лет Советской Армии и Флота»
- Юбилейная медаль «40 лет Вооружённых Сил СССР»
- Юбилейная медаль «50 лет Вооружённых Сил СССР»;

## Воинские звания
- майор (Приказ НКО № 428/п от 1938),
- полковник (Приказ НКО № 0139 от 1940),
- генерал-майор танковых войск (Постановление СНК СССР № 643 от 07.06.1943)[16]

## Память
- Имя воина увековечено в Главном Храме Вооружённых сил России и на мемориале «Дорога памяти»[17][16].